# Tour della nazionale maschile di rugby a 15 della Nuova Zelanda 2010
A fine 2010 gli All Blacks si recarono in tour nelle Isole britanniche per incontrare le quattro Home nations; reduci dal Grande Slam di due anni prima si ripresentarono in Europa di nuovo guidati in panchina da Graham Henry e in campo da Richie McCaw, al suo terzo tour da capitano.
Il prologo fu a Hong Kong per il quarto incontro, ininfluente, per la Bledisloe Cup contro l'Australia: la Nuova Zelanda, infatti, reduce da tre vittorie contro gli Wallabies nel Tri Nations 2010, si era già aggiudicata la Coppa.
La sconfitta subìta non ebbe risvolti quindi riguardo alla conquista del trofeo, ma interruppe a quota 10 una striscia di vittorie consecutive degli All Blacks.
Sbarcati nelle Isole Britanniche, la squadra di McCaw vinse dapprima a Twickenham, contro l'Inghilterra, una partita persa nelle mischie ma risolta dal miglior gioco dei tre quarti.
A Edimburgo, contro la Scozia, non vi fu partita: la Nuova Zelanda si impose con sette mete trasformate contro solo un calcio di punizione scozzese e, a Dublino, l'Irlanda resse solo un tempo prima di cedere con venti punti di scarto; lo Slam si concretizzò a Cardiff contro un combattivo Galles che cedette solo nel finale per 25-37.
Per la Nuova Zelanda si trattò del quarto Grande Slam in assoluto, il secondo consecutivo, e McCaw divenne il primo capitano a guidare una Nazionale alla conquista di due Slam.

## Risultati

### Bledisloe Cup
| Arbitro: | Alain Rolland |

|                                                            |      |                               |
| 8' Cooper, 23' Ashley-Cooper, 60' Mitchell, 80'+1 O'Connor | mt   | 30' Cowan, 35' Jane, 53' Nonu |
| 23' Giteau, 60' e 80'+1 O'Connor                           | tr   | 30', 35' e 53' Carter         |
|                                                            | c.p. | 40' Carter                    |

### Tour nelle Isole Britanniche
| Arbitro: | Romain Poite |

|                      |      |                            |
| 53' Hartley          | mt   | 16' H. Gear, 20' Read      |
| 53' Flood            | tr   | 16' e 20' Carter           |
| 24', 44' e 65' Flood | c.p. | 31', 47', 56' e 69' Carter |

| Arbitro: | Dave Pearson |

|          |      |                                                                        |
|          | mt   | 9' e 26' H. Gear, 11' Carter, 18' e 48' Muliaina, 67' Smith, 78' Ellis |
|          | tr   | 9', 11', 18', 26' e 48' Carter, 67' e 78' Donald                       |
| 3' Parks | c.p. |                                                                        |

| Arbitro: | Marius Jonker |

|                               |      |                                          |
| 31' Ferris, 56' B. O'Driscoll | mt   | 40' Boric, 45' e 79' Read, 48' Whitelock |
| 31' Sexton                    | tr   | 40', 45' e 48' Carter                    |
| 10', 25' Sexton               | c.p. | 6', 14', 28' e 34' Carter                |

| Arbitro: | Alan Lewis |

|                                       |      |                                                     |
| 80' Byrne                             | mt   | 4' e 52' H. Gear, 21' Muliaina, 72' Toeava 76' Afoa |
| 80' S. Jones                          | tr   | 52', 72' e 76' Carter                               |
| 1', 32', 39', 51', 63' e 68' S. Jones | c.p. | 7' e 61' Carter                                     |